# Giichi Tanaka
Giichi Tanaka (jap. 田中 義一 Tanaka Giichi; ur. 22 czerwca 1863 w Hagi w prefekturze Yamaguchi, zm. 29 września 1929 w Tokio) – japoński generał i polityk, premier kraju, zwolennik tworzenia mocarstwowej pozycji Japonii kosztem Republiki Chińskiej.

## Zarys biografii
W 1886 ukończył Szkołę Oficerską Sił Lądowych, a w 1892 – Wyższą Szkołę Sił Lądowych. Od 1911 kierował Departamentem Spraw Wojskowych w Ministerstwie Sił Lądowych. Od 1925 przewodniczący partii Seiyūkai. W 1927 został premierem Japonii. Stworzył i następnie ogłosił plan podboju świata przez Japonię.
Był wieloletnim spiskowcem, m.in. współtwórcą planu zamachu na Zhang Zuolina, ojca Zhang Xuelianga, ówczesnego marszałka wojsk mandżurskich. Działał jako członek japońskiej Tajnej Rady. Urząd premiera objął wiosną 1927, zamieniając po kilku godzinach większość polityków na wojskowych. Chciał osiągać swoje cele przy użyciu agresywnej polityki, w czym przeszkodzić mogliby mu politycy. 30 kwietnia 1927 ogłosił idee zakładające m.in. wyższość rasy japońskiej nad pozostałymi, co uzasadniał tym, iż (w wierzeniach shintoistycznych) cesarz jest synem boga. Początkowo dążył do zajęcia całej Azji, a następnie – świata.
Z powodu zawarcia sojuszu pomiędzy Zhang Xueliangiem a Czang Kaj-szekiem, Japończycy powoli przestali wierzyć w powodzenie planu Tanaki, przez co jego gabinet stracił swą pozycję do tego stopnia, iż 1 lipca 1929 podał się do dymisji. Tanaka ogromnie przeżył tę sytuację. Uważał, że tracąc poparcie społeczeństwa japońskiego utracił to, co jest dla niego najważniejsze. Skutkiem tego zaczął chorować. 29 września 1929 zmarł na zawał serca. Po jego śmierci dokument, w którym zawarł swoje poglądy, został nazwany „Testamentem Tanaki”. W następnych latach podjęto wysiłki w celu ich realizacji.